# إثيل مارشال
إثيل مارشال (بالإنجليزية: Ethel Marshall)‏ هي لاعبة كرة الريشة أمريكية، ولدت في 6 مايو 1924 في بوفالو في الولايات المتحدة، وتوفيت في 12 يونيو 2013.